# Arzacq-Arraziguet
Arzacq-Arraziguet è un comune francese di 1 051 abitanti situato nel dipartimento dei Pirenei Atlantici nella regione della Nuova Aquitania.
E una tappa importante su una via secondaria della via Podiensis (o via di Puy), uno dei cammini contemporanei del Cammino di Santiago di Compostela, che parte da Puy-en-Velay e prosegue fino a Santiago di Compostela. A questo titolo lo stemma della città riporta tre conchiglie.

## Storia
Il comune nacque il 7 settembre 1845 dalla fusione dei comuni di Arraziguet e Arzacq

## Toponomastica

### Arzacq
Il toponimo Arzacq appariva nella forma Lo marcat d'Arsac ("il mercato d'Arsac") nel 1542, riforma del Béarn), mercato al quale si giungeva dalla Soule e dalla Bassa Navarra.
Il suo nome béarnese è Arsac.

### Arraziguet
Il toponimo Arraziguet appariva sotto la forma Raviguet nel 1793 (anno II)) e non è menzionato sulla carta di Cassini (fine del XVIII secolo).
Michel Grosclaude indica che l'origine del toponimo è il sostantivo arrasic ("radice" in guascone), aumentato del suffisso collettivo -etum, per formare "ammasso di radici, ceppi".

## Società

### Evoluzione demografica
Abitanti censiti